# Zimmerverwüstung
Zimmerverwüstung (auch Das schiefe Bild) ist ein Sketch von Loriot aus der Fernsehserie Loriot. Er zeigt eine unbeabsichtigte, als Kettenreaktion sich steigernde Demolierung der Saloneinrichtung eines noblen Hauses. Bekanntheit erlangte die Aussage „Das Bild hängt schief“ des von Loriot gespielten Protagonisten.

## Handlung
Ein Dienstmädchen – gespielt von Evelyn Hamann – bietet einem zu einem Hausbesuch eingetroffenen Beamten  –  gespielt von Loriot – in einem fein eingerichteten Salon für einen Augenblick einen Platz an, um den Herrschaften Bescheid zu sagen. Nach einem Moment kommt das Dienstmädchen kurz wieder, um ihm auszurichten, dass er sich noch etwas gedulden möge, und schaltet für ihn das Radio an. Es erklingt der Piccolo Bolero von Mantovani, der die nun folgende Handlung in seiner langsamen Steigerung der Intensität musikalisch untermalt.
Ein Weilchen betrachtet der Wartende vom Sessel aus die Einrichtung. Daraufhin bemerkt er, dass ein kleines Wandbild schief hängt. Als er es geraderichten will, gibt dies den Anstoß für weitere und größere Unordnung im Raum, unter anderem für ein Umkippen von Tischen und die Entleerung der Wandregale. Seine unablässigen Bemühungen, das angerichtete Unheil zu beheben, misslingen, richten nur weiteren Schaden an und münden schließlich in der kompletten Verwüstung des Salons.
Als das Dienstmädchen erneut in der Tür steht, kommentiert er den chaotischen Zustand mit seinen einzigen Worten: „Das Bild hängt schief.“

## Ausstrahlung
Zimmerverwüstung wurde erstmals am 18. Oktober 1976 in der zweiten Folge Loriots Teleskizzen der sechsteiligen Fernsehserie Loriot in der ARD ausgestrahlt. Dem Sketch voraus geht hierin eine Ansage Loriots: „Die Arbeit eines staatlichen Beamten im Außendienst erfordert neben einer robusten Gesundheit Takt und Fingerspitzengefühl. Im Falle eines notwendigen Hausbesuches sollte der Bürger Entgegenkommen und Verständnis zeigen.“

## Rezeption
Der Sketch ist verschiedentlich in freier Form auf die Bühne gebracht worden.

## Themenverwandte Filme
Eine sich weniger steigernde Szene gibt es in dem Spielfilm Die Ferien des Monsieur Hulot von Jacques Tati aus dem Jahr 1953.
Blake Edwards’ Spielfilm Der Partyschreck (1968) mit Peter Sellers weist viele Szenen auf, in denen die Tollpatschigkeit des Inders Hrundi V. Bakshi zu einer sich bis ins Chaos entwickelnden Dynamik der Party im Schauspieler- und Produzentenmilieu führt.
Von Monty Pythons wird ein ähnliches Thema in The Accident Sketch aus der Folge Live from the Grillomat in der zweiten Staffel der Fernsehreihe Flying Circus behandelt.